# 天主教博里薩爾教區
天主教博里薩爾教區（拉丁語：Dioecesis Barisalensis）是孟加拉國的一個羅馬天主教教區，屬吉大港總教區。教區位於孟加拉國南部，包括博里薩爾專區。
2015年12月29日昇為教區。2015年，有29,685名教友，估轄區總人口0.2%，有五個堂區、19名司鐸、四名修士、廿九名修女。教區的主保聖人為聖伯多祿，座堂為聖伯多祿主教座堂。現任教區主教為老楞佐·蘇布拉塔·豪拉達爾。